# 酸咖哩

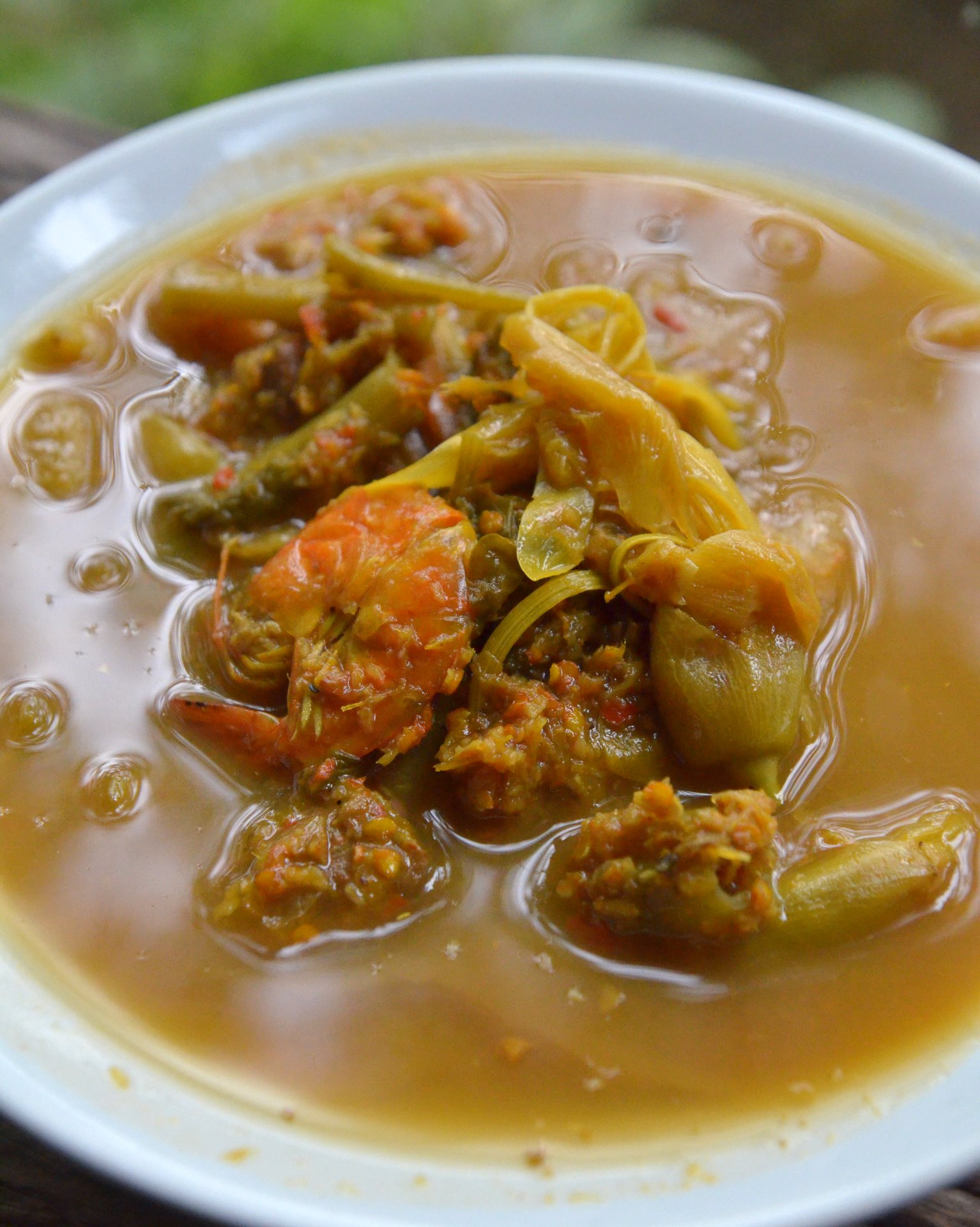
含有虾和大花田菁花的酸咖喱

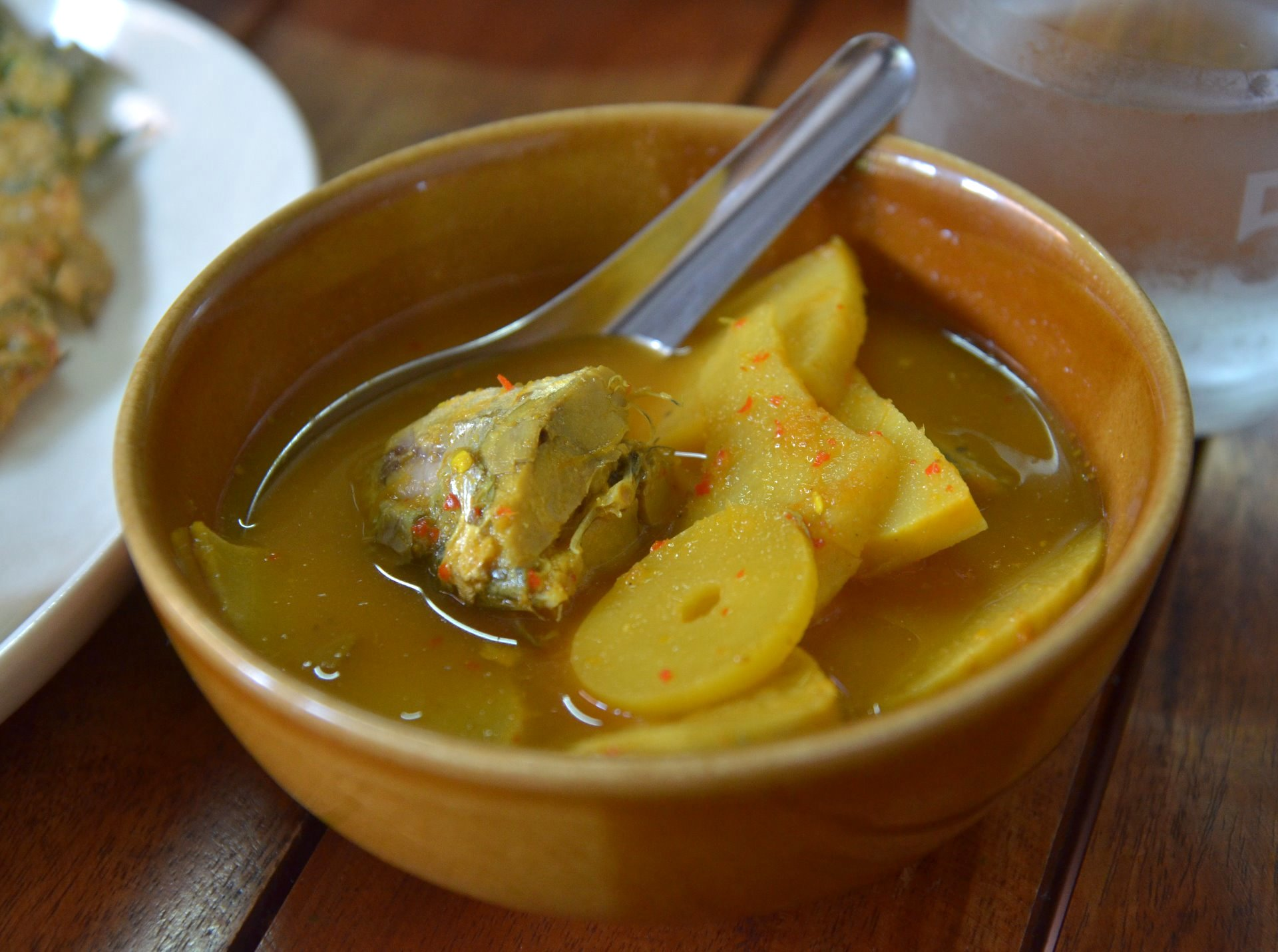
泰国南部的传统酸咖喱

酸咖喱，泰国称Kaeng som、老挝称gaeng som、马来西亚称Asam rebus ，是一种在东南亚流行的酸辣鱼咖喱和蔬菜汤。此咖喱的特点是酸味，酸味来源于酸豆。酸咖喱使用棕榈糖来增添甜味。

## 用料
咖喱底料使用一种叫做nam phrik kaeng som的酱料。酱料用水和配料制成，其制作材料包括虾酱和火葱，所有材料都要用杵臼捣碎。酱料可以用干红辣椒制作，也能用新鲜红辣椒制作。有些配方指应该用大椒制作，而其他配方则更多用鸟眼辣椒。
可以用鱼或虾作为主要食材。最好选用那些煮沸后仍能保持原状的鱼，例如线鳢或泰国沿海地区其他同种海鱼。有一种酸咖喱使用鱼子作为主要食材。酸咖喱通常搭配米饭食用。
传统上在家中制作酸咖喱使用的蔬菜包扩辣木荚、番木瓜和大花田菁及其红色的花。传统配方也用了其他可在泰国当地买到的蔬菜，例如蕹菜和水含羞草。

## 历史
随着这道咖喱的普及，目前烹饪时最受欢迎的蔬菜有花菜、萝卜、卷心菜、大白菜、胡萝卜、豆角和芦笋以及羽叶金合欢。
用虾代替鱼制成的酸咖喱更受欢迎：虾仁酸咖喱和泰国煎蛋卷现在已成为泰国的经典菜肴。其他版本的酸咖喱可能含有菠萝或海鲜。不过所有酸咖喱的共同点是不含椰奶。
一般认为酸咖喱是从阿瑜陀耶王国时期的古老菜肴发展而来，这道菜肴被称为“Kaeng ngao ngod ”（แกงเหงาหงอด）。Kaeng ngao ngod是一种类似于今天酸咖喱的菜肴，据推测它是由Maria Guyomar de Pinha将葡萄牙菜的汤品改良而来，Maria Guyomar de Pinha是一位日本-葡萄牙-孟加拉混血女性，曾在那莱王时期的宫廷厨房担任主管。

## 不同版本
- 泰国南部有自己版本的酸咖喱，当地人直接称为kaeng som（酸咖喱），但在泰国其他地方被称为kaeng lueang（黄咖喱）或kaeng som phak tai （泰国南部酸咖喱），用以区分中部酸咖喱。南部和中部咖喱的不同点在于，南部咖喱使用罗望子酱、藤黄果（som kaek）和柠檬汁[9]来产生酸味，还添加了姜黄（使咖喱呈黄色）、大蒜和火葱。南方咖喱的主要特色是使用了姜黄，而且口味非常辣、酸、咸。[需要引用]
- 马来西亚吉兰丹州和泰国接壤，当地有一道泰国菜叫做Kaeng Som no Mai Dong，是腌竹笋版的酸咖喱。[10]
- 老挝菜也有酸咖喱，其配料多变。有一种使用猪肉[11]制作，而kaeng som pla是一种含有香茅和蘑菇的鱼汤。[12]
- 泰国春武里府有一种酸咖喱使用马蜂橙作为酸味来源，和喀西茄一起制作 [13]
- 泰国巴蜀府有一种使用新鲜辣椒和圣罗勒叶（กะเพรา）制作的酸咖喱。[14]
- Kaeng som kai wan是一种用鸡肉代替鱼肉的酸咖喱。[15]